# اصلاح زبان فمینیستی
اصلاح زبان فمنیستی یا برنامه ریزی زبان فمینیستی به تلاش اغلب جنبش های سیاسی و مردمی برای تغییر نحوه استفاده از زبان برای افراد ، فعالیت ها و ایده ها در سطح فردی و اجتماعی برای جنسیت اشاره دارد. این طرح در کشورهایی مانند سوئد ، سوئیس و استرالیا به تصویب رسیده است و به طور آزمایشی با برابری بالاتر جنسیتی مرتبط است

## تاریخ
کنشگری زبانی و تألیف فمینیستی ناشی از فمینیسم موج دوم در دهه های 1960 و 70 شروع به جلب توجه به سوگیری جنسیتی در زبان ، از جمله "کشف ماهیت جنسیتی بسیاری از قوانین و هنجارهای زبانی" کرد.  بورسیه هایی مانند گرامر و جنسیت دنیس بارون و "آندروسانتریسم در گرامر تجویز" آن بودین ،  مقررات تاریخی مرد را برای رایج کردن زبان مرد محور مانند استفاده از " او " به عنوان ضمیر عمومی کشف کرد.  
جنبش فمینیستی دهه 1970 باعث شد تا عنوان خانمها بیشتر مورد استفاده قرار گیرد. پیش از این ، خانم و خانم به منظور نشان دادن وضعیت تأهل یک زن مورد استفاده قرار می گرفتند. با این حال ، عنوان آقای به معنای وضعیت تأهل نیست ، بنابراین فمینیست ها یافتن اصطلاحی موازی را ضروری دانستند.
نمایش و تجزیه و تحلیل جنسیت گرایی در زبان از طریق جنبش پایه ای زبان شناسی فمینیستی در سراسر دهه 80 و 90 ادامه یافت ، از جمله مطالعه در بین زبان ها و جوامع گفتاری مانند آلمان و فرانسه. از آن زمان مطالعه و مستند سازی زبان جنسیتی بیش از 30 زبان را پوشش می دهد
برنامه ریزی زبان فمنیستی اخیراً بطور متمرکز در کشورهایی مانند سوئد ، سوئیس و استرالیا انجام شده است که نتایج متفاوتی داشته است.   
سوئد گام هایی در جهت تغییر زبان خود برای متناسب با جامعه ای کمتر زن ستیز برداشته است. در زبان سوئدی ، هرگز کلمه ای برای دستگاه تناسلی زن یا حتی ترجمه کلمه واژن وجود نداشته است ، حتی اگر کلمه snopp به "آلت تناسلی مرد" ترجمه شده باشد و از دهه 1960 به این ترتیب استفاده می شود. در طول تاریخ ، اصطلاحات عامیانه بسیاری برای دستگاه تناسلی زن به کار رفته است ، از جمله کلماتی مانند fitta ترجمه شده به "cunt" ، där nere به "down-there" ترجمه شده و حتی mus به "موش" ترجمه شده است. در دهه 1990 ، رسانه های سوئد شروع به فقدان چنین واژه ای کردند. فقط در اوایل سال 2000 بود که فمینیست ها و فعالان شروع به استفاده از کلمه snippa کردند تا با دستگاه تناسلی زن شناخته شوند. ریشه Snippa را می توان در بسیاری از گویشهای مختلف سوئدی جستجو کرد. تعریف مشهور آن "به چیزی کوچک و / یا باریک ، به عنوان مثال یک پیک کوچک یا یک قایق باریک اشاره دارد". در مورد دستگاه تناسلی ، "ممکن است برای اشاره به دستگاه تناسلی ماده گاو و خوک در اوایل قرن بیستم استفاده شده باشد". از زمان محبوبیت استفاده از کلمه Snippa ، آکادمی سوئد این کلمه را به فرهنگ لغت سوئدی 2006 اضافه کرد.
برخی از اصلاح طلبان زبان مستقیماً با شناسایی و تغییر ته رنگ جنسی و واژگان مردسالار از طریق روشی به نام "اختلال زبانی" کار می کنند. یک مثال: در ایالات متحده ، کلمه "herstory" رواج پیدا کرد "برای اشاره به تاریخی که فقط مربوط به مردان نیست".
سوئد همچنین تلاش هایی را در زمینه برنامه ریزی زبان در مورد تغییر اصطلاحات زن ستیز در واژگان آنها نشان داده است. انجمن سوئد برای آموزش جنسی کلمه slidkrans را به جای کلمه "hymen" ، mödomshinna تبلیغ کرده است. کلمه جدید ، slidkrans ، از دو قسمت اسلاید تشکیل شده است ، ترجمه به "واژینال" و krans ، ترجمه به "حلقه گل". فاقد مفهوم ایدئولوژی بکر و افتخار وابسته به mödomshinna است. "مرغ ضمیر بی طرف جنسیتی در اصل توسط فمینیست ها و جامعه LGBT ترویج شد. در ابتدا بحث برانگیز ، استقبال گسترده ای در سوئد به دست آورد ، در مدارس مورد استفاده قرار می گیرد ، و اخیراً به فرهنگ لغت اضافه شده است
استرالیا به عنوان کشوری شناخته شده است که با اجرای اصلاحات زبان فمینیستی در بسیاری از نهادها ، رسماً نفوذ فمینیستی را در بوروکراسی عمومی خود ترویج می کند. از زمان این تغییر اجتماعی برنامه ریزی شده ، استرالیا تغییراتی در رهبری سیاسی و دولتی ایجاد کرده است که هدف آن دخالت در این اصلاحات است ، مانند تغییر به سمت یک دولت متمایل به محافظه کار. تغییراتی وجود دارد که ناشی از چنین حرکاتی است که آنها را نیز پشتیبانی می کند ، مانند ضمیر جنسیت خنثی "آنها" با استقبال بیشتر.
جنبش فمینیستی در حال انجام زبان را به عنوان "ابزاری قدرتمند مرد سالاری" تصدیق می کند. اهداف تعیین شده برای اصلاح زبان ، دستیابی به برابری زبانی بین دو جنس است. مطالعه ای در روزنامه های استرالیا از سال 1992 و 1996 نشان داد که کلمه "رئیس" برای توصیف همه افرادی که این سمت را دارند ، از جمله زنان استفاده می شود. این نمونه ای از یک مسئله زبانی است که فمینیست ها به دنبال اصلاح آن هستند. نامگذاری شغلی تعصب جنسیتی را منعکس می کند ، زمانی که "نامگذاری حرفه ای مورد استفاده در زمینه های مربوط به استخدام تعصب را به نفع مردان نشان می دهد که منجر به نامرئی بودن زنان در این زمینه می شود." نامرئی بودن زنان یک مسئله فمینیستی زبانشناختی است زیرا هنگام مواجهه با جملاتی که عمدتاً از ضمایر مردانه استفاده می شود ، شنوندگان به احتمال زیاد قبل از زنان به مردان فکر می کنند و بنابراین زنان نادیده گرفته می شوند. موقعیت ها به جنسیت مردانه است و "استفاده مداوم و مکرر این واقعیت را نشان می دهد که مردان بیشتر از زنان به این موقعیت ادامه می دهند." این مطالعه بیشتر مواردی را توصیف کرد که زنان حرفه ای به عنوان زنان مشخص می شوند در حالی که مردان فقط دارای این عنوان هستند ، به عنوان مثال "قاضی زن" ، "مهندس زن" و "زن سیاستمدار".

### سوئیس
سوئیس تلاش کرده است تا اصلاحات زبان فمینیستی را به صورت رسمی و غیررسمی انجام دهد. با این حال ، ثابت شده است که تغییرات در سوئیس به دلیل این واقعیت که سوئیس کشوری چند زبانه است (با زبان های اصلی آلمانی ، فرانسوی و ایتالیایی) پیچیده است. Bulletin Suisse de Linguistique Appliquée (بولتن زبانشناسی کاربردی سوئیس) در سال 2000 هنگامی که یک شماره ویژه اختصاص داده شده به زنانه سازی زبان در سوئیس ایجاد کرد ، به این موضوع پرداخت. این بولتن با ایجاد تصویری ترکیبی از همه زبانهای سوئیس و نحوه تعامل آنها با جنسیت ، سعی در نقد زبان در سوئیس داشت.
رایج ترین زبان در سوئیس آلمانی است. آلمانی یک زبان جنسیتی است. این امر برخی از فعالان زبان را نگران کرده است زیرا بسیاری از موقعیتهای مهم اجتماعی مانند قاضی و استاد جنسیت مرد را دارند و غالباً به عنوان وی شناخته می شود. فعالان نگرانند که جنسیت دادن این کلمات زنان را از ورود به این مناطق منصرف می کند. این وجه زبان آلمانی در سوئیس از اهمیت ویژه ای برخوردار است زیرا در طول تاریخ به عنوان توجیهی برای محدود کردن حق رأی دادن و تصویب آرا the زنان استفاده می شد.
تلاش های مختلفی برای اجرای اصلاحات زبان فمینیستی در سوئیس آلمانی زبان انجام شده است. دولت و سازمان های دیگر سعی در اجرای زنانه سازی زبان در حوزه های سیاست گذاری ، آموزش ، تبلیغات و غیره دارند. زنانه سازی زبان زمانی است که کلمات مردانه در هنگام نوشتن یا صحبت با استفاده از نوع زنانه کلمه یا اضافه کردن یک ماده زنانه می شوند. پسوند زنانه با این حال ، این تلاش ها تنها موفقیت محدودی داشته اند. به عنوان مثال ، در پخش های خصوصی رادیویی و تلویزیونی سوئیس هنوز عموماً از شکل عمومی و مردانه کلمات استفاده می شود.
دومین زبان متدوال درسوئیس فرانسه است که همچنین یک زبان جنسیتی است. زبان فرانسه نگرانی های مشابه با زبان آلمانی را ایجاد می کند. دلیل این امر این است که بسیاری از اسامی (به ویژه اسامی) جنسیت دارند. برای رفع این نگرانی ها ، دولت سوئیس راهنمایی در مورد استفاده غیرجنسی گرایانه از زبان فرانسه ایجاد کرده است. با این حال ، این تلاش ها برای تغییر با موفقیت چندانی مواجه نشده اند. این به این دلیل است که سوئیس نفوذ محدودی بر زبان فرانسه دارد. در همین حال ، فرانسه و به طور خاص دولت مورد حمایت آکادمی فرانسه (شورای فرانسه در امور مربوط به زبان فرانسه) در برابر اصلاح زبان فمینیستی مقاومت کرده است.
بسیاری از اسامی شغلی فرانسوی در طول تاریخ فقط دارای فرم پیش فرض مردانه بوده‌اند ، به استثنای زنان. هنگامی که این کلمات مردانه برای اشاره به یک زن اصلاح می شوند ، یک پسوند اضافه می شود که نشان می دهد یک زن در این نقش ها در مقایسه با مرد مرد خود ثانویه است. یکی از راه های مبارزه با این دستور زبان استثنائی استفاده از یک فرم مردانه در رابطه با مرد و یک فرم زنانه در مورد زن به منظور جلوه دادن زنان بود. روشهای متداول دیگری که برای روشن شدن اینکه کار استخدام زنان نیز بوده است ، شامل داشتن شکل مذکر اسم به عنوان نقش و به دنبال آن H / F یا homme / femme (زن و مرد) و داشتن فرم مذکر ذکر شده با فرم مونث است. داخل پرانتز با توجه به اینکه در اسامی فرانسوی تمایز جنسیتی وجود دارد ، کارفرمایان باید در تلاش برای روشن جلوه دادن زنان

### اسامی جنسیتی به انگلیسی
برخی از گروه ها تلاش کرده اند تا از تغییر اسم های مذکر مانند رئیس و سخنگو به اسم های غیر خاص جنسیتی مانند رئیس و سخنگو حمایت کنند. با این حال ، منتقدان کارآیی این روش را زیر سال می برند زیرا آنها استدلال می کنند که اسم های غیر اختصاصی جنسیتی فقط در مورد یک زن استفاده می شود و مردان هنوز هم توسط اسم های خاص مرد ذکر می شوند.
در سال 1990 ، دو روزنامه مهم مستقر در تورنتو ، Globe and Mail و Star ، سیاست های خود را در مورد سیاست زبان جنسیتی اصلاح کردند تا تلاش کنند استفاده از انسان را به عنوان یک اصطلاح کلی متوقف کنند. علاوه بر این ، هدف این بود که از هر اسم مذکر در این مقالات دور شوید.
با افزودن زبان به زبان غیر جنسیتی ، برخی از نویسندگان ادعا می کنند که این تنها در گروههایی که قبلاً به رفتارهای غیر جنسیتی اختصاص داده شده‌اند ، مثر خواهد بود. در مقابل ، اگر سخنرانان به این تغییر اختصاص ندهند ، زبان غیر جنسیتی برای موفقیت تلاش خواهد کرد
ناشر مهم در سال 1973 به عنوان بخشی از تغییر آهسته به کار بردن اسم اسم مرد محور ، تلاش برای تغییر جهت دادن به زبان غیر جنسیتی را پشتیبانی کرد.

## تئوری
تمرکز اصلی اصلاحات ربان فمینیستی  تصدیق روشهای غالباً ناخودآگاه است که زبان هم جنبه های منفی را ساکت می کند و هم بر آن تأکید می کند. در بعضی از زبان ها با اسم های جنسیتی مشخص است که چگونه برخی کلمات برای ارتباط این کلمات با ماده یا مرد بودن جنسیت می شوند . فلاسفه فمینیسم استدلال می کنند که انگلیسی ، زبانی غیر جنسیتی ، هنوز هم نیاز به اصلاح زبان دارد.
تمرکز اصلی اصلاحات زبان فمینیستی ، تصدیق روشهای غالباً ناخودآگاه است که زبان هم جنبه های منفی را ساکت می کند و هم بر آن تأکید می کند. در بعضی از زبان ها با اسم های جنسیتی مشخص است که چگونه برخی کلمات برای ارتباط این کلمات با ماده یا مرد بودن جنسیت می شوند. فلاسفه فمینیسم استدلال می کنند که انگلیسی ، زبانی غیر جنسیتی ، هنوز هم نیاز به اصلاح زبان دارد.ت
تلاش های قبلی اصلاح زبان برای جلوگیری از کلمات یا عبارات جنسیتی ، به روشی علامت دار انجام شده است. غالباً در محل کار ، به کارکنان جزوه هایی با لیست کلمات داده می شد تا از کلمات استفاده نکنند یا ترجیح می دهند از آنها استفاده کنند. بسیاری از فمینیست های امروزی معتقدند که این بی تأثیر است زیرا به ریشه مشکل نمی‌پردازد یا تغییرات گسترده ای را در زبان ایجاد نمی‌کند که به نظر آنها ضروری است
بخش عمده ای از این نظریه به مواردی متمرکز است که کلمات یا عبارات یک جنسیت را ایجاد می کنند ، به طور معمول زنان ، در مقایسه با جنس دیگر تحت سلطه یا نامرئی قرار می گیرند. مشهورترین نمونه ها ضمیر "او" یا کلمه "مرد" است. فیلسوفان زبان فمینیسم استدلال می کنند که این کلمات با استفاده از آنها برای اشاره به مردان و زنان ، در نامرئی جلوه دادن زنان نقش دارند. این واقعیت که ضمایر یا کلمات مربوط به جنسیت نر را می توان برای اشاره به جنسیت زن نیز استفاده کرد ، نشانگر چگونگی سلطه پذیری مرد و تملک زن بودن است. 
نظریه زبان فمینیستی همچنین به مواردی متمرکز است که کلمات یا عبارات بر شکستن هنجارهای جنسیتی تأکید دارند . مثالهای بارز این کلمات مانند خانم دکتر یا مدیر خانم هستند . این مناصب قدرت هستند که به طور معمول توسط مردان اداره می شوند. بنابراین ، هنگامی که زنی آنها را در دست می گیرد ، برای تأکید بر شکستن هنجارهای اجتماعی خود به عنوان جدیدی احتیاج دارند.  همچنین هر دو جهت پیش می رود ، با عباراتی مانند پرستار مرد اشاره  به مردی در یک نقش معمول زنانه اصزبان فمنیستی به دنبال حذف کلماتی از این دست است زیرا آنها به حفظ هنجارهای ناسالم جنسیت کمک می کنند. 
برخی از فیمینیست های مدرن ، مانند سرجیو بلنس ده کوئلار، استدلال می کنند که اصلاحات زبان فمینیستی باید اشکال عمومی مردانه را معکوس کند و یک فرم زنانه عمومی ایجاد کند با کلماتی مانند او یا مرد با زن یا زن جایگزین شود 
نظریه زبانشناسی ، یا روش درک مردم از زبان ، همچنین بر شیوه بازی زبانشناسی در ساختارهای قدرت جنسیتی تأثیر می گذارد. رویکرد ساختارگرایانه در نظریه زبانشناسی بر این باور استوار است که زبان باید به جای روشهای تأثیرپذیری از نیروهای خارجی ، فقط در درون زبان بررسی شود. رویکرد "شناخت گرایی" بر اتصال از زبان به مغز متمرکز است و رویکرد "فرهنگ اجتماعی" نقشی را که فرهنگ و زمینه اجتماعی در زبان بازی می کند برجسته می کند. تفسیر شخص از نظریه زبانشناسی ممکن است فرضیه های وی در مورد چگونگی تغییر زبان جنسیتی را تغییر دهد

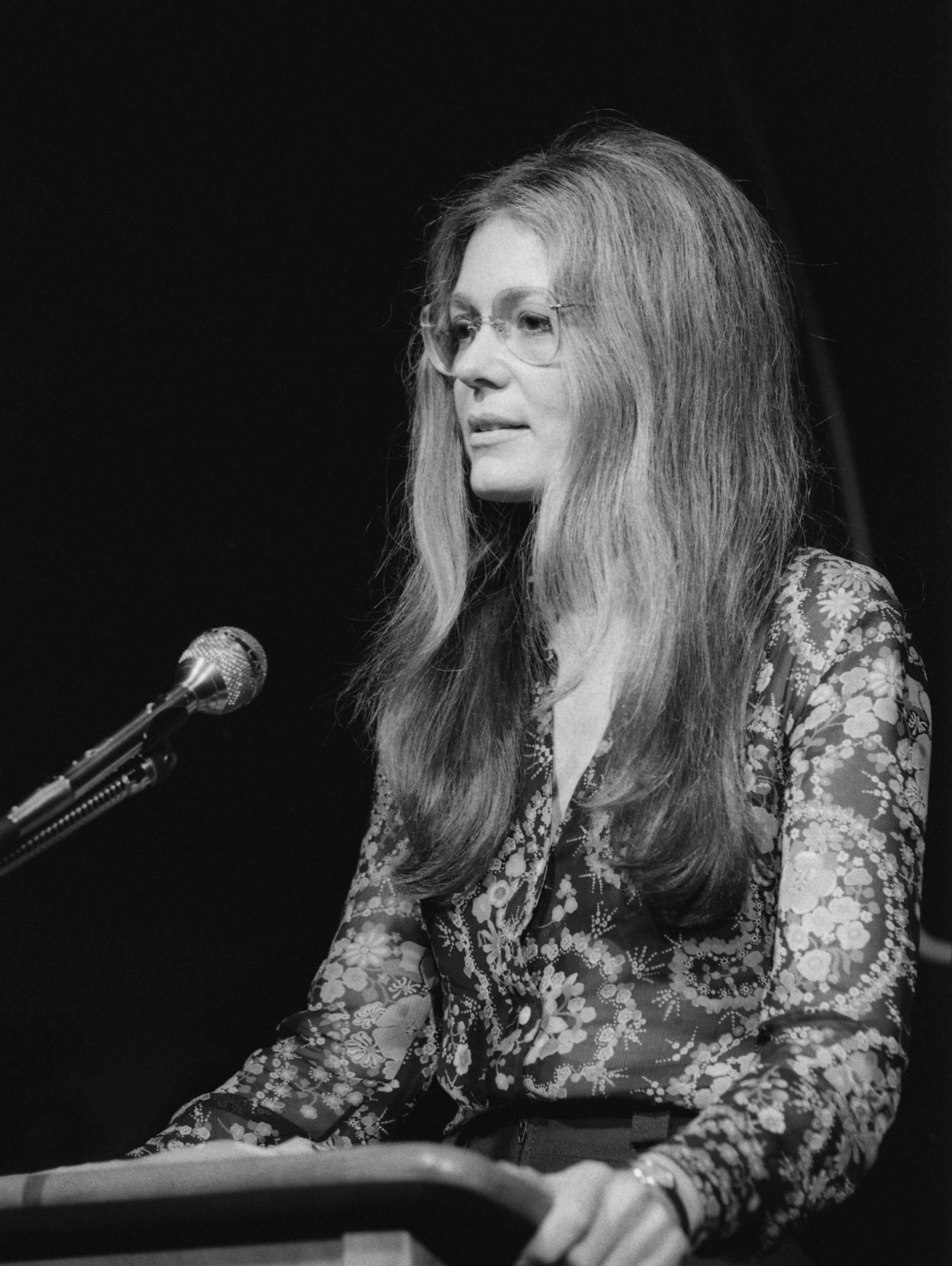
گلوریا اشتاینم فعال در سال 1975

برخی از گزارش های زنان حاکی از بیگانه بودن آنها با زبان است و یا اینکه آنها صاحب کلمات آنها نیستند. برای بازیابی قدرت زبان ، برخی از نظریه پردازان استدلال می کنند که زبان فمینیستی باید یکپارچه شود.  گلوریا اشتاینم گفت: "ما اصطلاحاتی مانند" آزار جنسی "و" زنان مورد آزار و اذیت "داریم. چند سال پیش ، آنها فقط "زندگی" نامیده می شدند ، و نظریه پردازانی مانند کرافورد و فاکس اظهار داشتند که این امر در تغییر پویایی قدرت جنسیتی ضروری است. 
در رابطه با زبانشناسی دگرباشان جنسی ، این ایده که تمایز زبانی بین جنسیت و جنسیت باعث تغییر درک ما از هویت می شود ، در بین نظریه پردازان زبانشناسی فمینیست رایج است. هنگامی که "جنس" ، با اشاره به جنس بیولوژیکی ، استفاده می شود ، در مقابل "جنسیت" ، که به زنانه بودن و مردانگی اشاره دارد ، به عنوان نشانگر هویت ، نظریه پرداز فمینیسم رودا اونگر پیشنهاد می کند که تفاوت های جنسیتی طبیعی شود ، که برای زنان مضر است.

## پیاده سازی
موارد برنامه ریزی زبان فمنیستی عمدتاً رویکردی جامعهشناختی را داشته‌اند  که در آن هدف ایجاد تغییرات اجتماعی از طریق اصلاح زبان و کاربرد زبان است.  این روش برای برنامه ریزی زبان به چهار مرحله تقسیم می شود:
1. واقعیت یابی که در آن مسائل زبانی شناسایی و گزارش می شود .
2. برنامه ریزی که در آن راه حل هایی برای موضوع پیشنهاد می شود.
3. پیاده سازی که در آن روشهای مورد توافق آزمایشو راه حل نهایی اجرا می شود.
4. ارزیابی و بازخوردی که در آن نتایج طرح برای اثربخشی ارزیابی می شود و تأثیرات کلی برنامه ارزیابی می شود. [۱]